# Rutan
Rutan (no Brasil, The Square: A Arte da Discórdia e em Portugal, O Quadrado) é um filme de drama sueco de 2017 dirigido e escrito por Ruben Östlund. Protagonizado por Claes Bang, Elisabeth Moss, Dominic West e Terry Notary, estreou no Festival de Cannes 2017, no qual conquistou a Palme d'Or.

## Sinopse
Num futuro próximo e imaginário, a monarquia é abolida na Suécia, e o Palácio Real de Estocolmo transformado num museu de arte contemporânea. Christian, curador de artes da instituição, prepara uma instalação com o título de "The Square" (O quadrado), na qual é encorajada a confiança e a solidariedade entre os visitantes.

## Elenco
- Claes Bang - Christian
- Elisabeth Moss - Anne
- Dominic West - Julian Gijoni
- Terry Notary - Oleg
- Christopher Læssø - Michael

## Premiações
| Premiação                                                  | Data da cerimônia       | Categoria                               | Recipiente(s)                       | Resultado | Ref(s)        |
| ---------------------------------------------------------- | ----------------------- | --------------------------------------- | ----------------------------------- | --------- | ------------- |
| Oscar (Prêmios da Academia)                                | 4 de Março de 2018      | Melhor filme em língua estrangeira      | Ruben Östlund                       | Indicado  | [ 3 ]         |
| Prêmio Bodil                                               | Março de 2018           | Melhor filme não-americano              | Ruben Östlund                       | Venceu    | [ 4 ]         |
| Sociedade dos Críticos de Cinema de Boston                 | 10 de Dezembro de 2017  | Melhor filme estrangeiro                | Ruben Östlund                       | Venceu    | [ 5 ]         |
| British Independent Film Awards                            | 10 de Dezembro de 2017  | Melhor filme independente internacional | Ruben Östlund                       | Indicado  | [ 6 ]         |
| Festival de Cannes                                         | 28 de Maio de 2017      | Palme d'Or                              | Ruben Östlund                       | Venceu    | [ 7 ]         |
| Festival de Cannes                                         | 28 de Maio de 2017      | Prêmio Vulcan                           | Josefin Åsberg                      | Venceu    | [ 8 ]         |
| Associação de Críticos de Cinema de Chicago                | 12 de Dezembro de 2017  | Melhor filme estrangeiro                | Ruben Östlund                       | Venceu    | [ 9 ]         |
| Prêmio César                                               | 2 de Março de 2018      | Melhor filme estrangeiro                | Ruben Östlund                       | Indicado  | [ 10 ]        |
| Prêmios Critics' Choice Movie                              | 11 de Janeiro de 2018   | Melhor filme em língua estrangeira      | Ruben Östlund                       | Indicado  | [ 11 ]        |
| Associação de críticos de cinema de Dallas-Fort Worth      | 13 de Dezembro de 2017  | Melhor filme em língua estrangeira      | Ruben Östlund                       | Venceu    | [ 12 ]        |
| Prêmios do Cinema Europeu                                  | 9 de Dezembro de 2017   | Melhor filme                            | Ruben Östlund                       | Venceu    | [ 13 ]        |
| Prêmios do Cinema Europeu                                  | 9 de Dezembro de 2017   | Melhor comédia                          | Ruben Östlund                       | Venceu    | [ 13 ]        |
| Prêmios do Cinema Europeu                                  | 9 de Dezembro de 2017   | Melhor diretor                          | Ruben Östlund                       | Venceu    | [ 13 ]        |
| Prêmios do Cinema Europeu                                  | 9 de Dezembro de 2017   | Melhor roteirista                       | Ruben Östlund                       | Venceu    | [ 13 ]        |
| Prêmios do Cinema Europeu                                  | 9 de Dezembro de 2017   | Melhor ator                             | Claes Bang                          | Venceu    | [ 13 ]        |
| Prêmios do Cinema Europeu                                  | 9 de Dezembro de 2017   | Melhor designer de produção             | Josefin Åsberg                      | Venceu    | [ 14 ]        |
| Fantastic Fest                                             | Setembro de 2017        | Melhor filme de comédia                 | Ruben Östlund                       | Venceu    | [ 15 ]        |
| Prêmios Globo de Ouro                                      | 7 de Janeiro de 2018    | Melhor filme em língua estrangeira      | Ruben Östlund                       | Indicado  | [ 16 ]        |
| Prêmios Goya                                               | 3 de Fevereiro de 2018  | Melhor filme Europeu                    | Ruben Östlund                       | Venceu    | [ 17 ]        |
| Prêmios Guldbagge                                          | 22 de Janeiro de 2018   | Melhor filme                            | Erik Hemmendorff and Philippe Bober | Indicado  | [ 18 ] [ 19 ] |
| Prêmios Guldbagge                                          | 22 de Janeiro de 2018   | Melhor diretor                          | Ruben Östlund                       | Venceu    | [ 18 ] [ 19 ] |
| Prêmios Guldbagge                                          | 22 de Janeiro de 2018   | Melhor ator em um papel principal       | Claes Bang                          | Indicado  | [ 18 ] [ 19 ] |
| Prêmios Guldbagge                                          | 22 de Janeiro de 2018   | Melhor roteiro                          | Ruben Östlund                       | Indicado  | [ 18 ] [ 19 ] |
| Prêmios Guldbagge                                          | 22 de Janeiro de 2018   | Melhor cinematografia                   | Fredrik Wenzel                      | Venceu    | [ 18 ] [ 19 ] |
| Prêmios Guldbagge                                          | 22 de Janeiro de 2018   | Melhor direção de arte                  | Josefin Åsberg                      | Indicado  | [ 18 ] [ 19 ] |
| National Board of Review                                   | 28 de Novembro de 2017  | Top cinco filmes em língua estrangeira  | Ruben Östlund                       | Venceu    | [ 20 ]        |
| Sociedade de críticos de cinema online                     | 28 de Dezembro de 2017  | Melhor filme em língua estrangeira      | Ruben Östlund                       | Indicado  | [ 21 ]        |
| Sociedade dos críticos de cinema de San Diego              | 11 de Dezembro de 2017  | Melhor filme em língua estrangeira      | Ruben Östlund                       | Indicado  | [ 22 ]        |
| Prêmios Satellite                                          | 11 de Fevereiro de 2018 | Melhor filme em língua estrangeira      | Ruben Östlund                       | Indicado  | [ 23 ]        |
| Prêmio Saturno                                             | 27 de Junho de 2018     | Melhor filme internacional              | Ruben Östlund                       | Indicado  | [ 24 ]        |
| Associação dos críticos de cinema de Toronto               | 10 de Dezembro de 2017  | Melhor filme em língua estrangeira      | Ruben Östlund                       | Venceu    | [ 25 ]        |
| Círculo dos críticos de cinema de Vancouver                | 18 de Dezembro de 2017  | Melhor filme em língua estrangeira      | Ruben Östlund                       | Indicado  | [ 26 ]        |
| Associação dos críticos de cinema da área de Washington DC | 8 de Dezembro de 2017   | Melhor filme em língua estrangeira      | Ruben Östlund                       | Indicado  | [ 27 ]        |
| Prêmio Women's Image Network                               | Fevereiro de 2018       | Melhor filme em língua estrangeira      | Ruben Östlund                       | Indicado  | [ 28 ]        |